# Figurantka
Figurantka (tytuł oryginalny: Veep) – amerykański telewizyjny serial komediowy, emitowany przez telewizję HBO od 22 kwietnia 2012 roku do 12 maja 2019 roku, a w Polsce nadawany na kanale HBO od 11 czerwca 2012 roku do 13 maja 2019. Twórcą Figurantki jest Armando Iannucci, który oparł pomysł serialu na innej produkcji swojego autorstwa, sitcomie BBC The Thick of It z lat 2005–2012. Oryginalny tytuł serialu jest fonetycznym zapisem skrótu VP, oznaczającego po angielsku wiceprezydenta Stanów Zjednoczonych (vice president).
Figurantka otrzymała bardzo pozytywne recenzje i zdobyła wiele wyróżnień, w tym trzykrotnie Nagrodę Emmy dla najlepszego serialu komediowego w latach 2015-2017. Odtwórczyni głównej roli, Julia Louis-Dreyfus, otrzymała sześciokrotnie (w latach 2012–2017) statuetkę Emmy dla najlepszej pierwszoplanowej aktorki komediowej, a Tony Hale za swoją rolę w serialu zdobył Emmy dla najlepszego drugoplanowego aktora komediowego w latach 2013 i 2015. 

7 września 2017 roku, HBO ogłosiła, że sezon siódmy jest finałową serią

## Opis fabuły
Serial przedstawia losy fikcyjnej wiceprezydent Stanów Zjednoczonych, Seliny Meyer (Julia Louis-Dreyfus), której ambicje nie dorównują kompetencjom. Największym marzeniem Seliny, marginalizowanej przez prezydenta i jego urzędników, jest zostać głową państwa. Jednak zarówno ona, jak i jej zespół współpracowników często wikłają się w źle rozgrywane polityczne intrygi i dyplomatyczne skandale, które utrudniają rozwój kariery pechowej Seliny.

## Obsada
- Julia Louis-Dreyfus jako Selina Meyer
- Anna Chlumsky jako Amy Brookheimer
- Tony Hale jako Gary Walsh
- Matt Walsh jako Mike McLintock
- Timothy Simons jako Jonah Ryan
- Reid Scott jako Dan Egan
- Sufe Bradshaw jako Sue Wilson
- Kevin Dunn jako Ben Cafferty

## Role drugoplanowe
- Dan Bakkedahl jako Roger Furlong
- Phil Reeves jako Andrew Doyle
- Sarah Sutherland jako Catherine Meyer
- Brian Huskey jako Leon West
- William L. Thomas jako Martin Collins
- Andy Buckley jako Ted Cullen
- Kate Burton jako Barbara Hallowes
- Peter Grosz jako Sidney Purcell
- Gary Cole jako Kent Davison
- Isiah Whitlock, Jr. jako George Maddox
- Jessica St. Clair jako Dana
- David Pasquesi jako Andrew Meyer
- Sally Phillips jako Minna Hakkinen
- Zach Woods jako Ed Webster
- David Rasche jako Jim Marwood
- Walid Amini jako Rahim
- Kathy Najimy jako Wendy Keegan
- Sam Richardson jako Richard

## Odcinki
| Seria | Seria | Odcinki | Oryginalna emisja | Oryginalna emisja | Oryginalna emisja | Oryginalna emisja | Oryginalna emisja |
| Seria | Seria | Odcinki | Premiera serii    | Koniec serii      | Premiera serii    | Koniec serii      |                   |
| ----- | ----- | ------- | ----------------- | ----------------- | ----------------- | ----------------- | ----------------- |
|       | 1     | 8       | 22 kwietnia 2012  | 10 czerwca 2012   | 11 czerwca 2012   | 23 lipca 2012     |                   |
|       | 2     | 10      | 14 kwietnia 2013  | 23 czerwca 2013   | 29 kwietnia 2013  | 24 czerwca 2013   |                   |
|       | 3     | 10      | 6 kwietnia 2014   | 15 czerwca 2014   | 26 maja 2014      | 28 lipca 2014     |                   |
|       | 4     | 10      | 12 kwietnia 2015  | 14 czerwca 2015   | 13 kwietnia 2015  | 15 czerwca 2015   |                   |
|       | 5     | 10      | 24 kwietnia 2016  | 26 czerwca 2016   | 25 kwietnia 2016  | 27 czerwca 2016   |                   |
|       | 6     | 10      | 16 kwietnia 2017  | 18 czerwca 2017   | 16 kwietnia 2017  | 18 czerwca 2017   |                   |
|       | 7     | 7       | 31 marca 2019     | 12 maja 2019      | 1 kwietnia 2019   | 13 maja 2019      |                   |